# Dougie (danza)

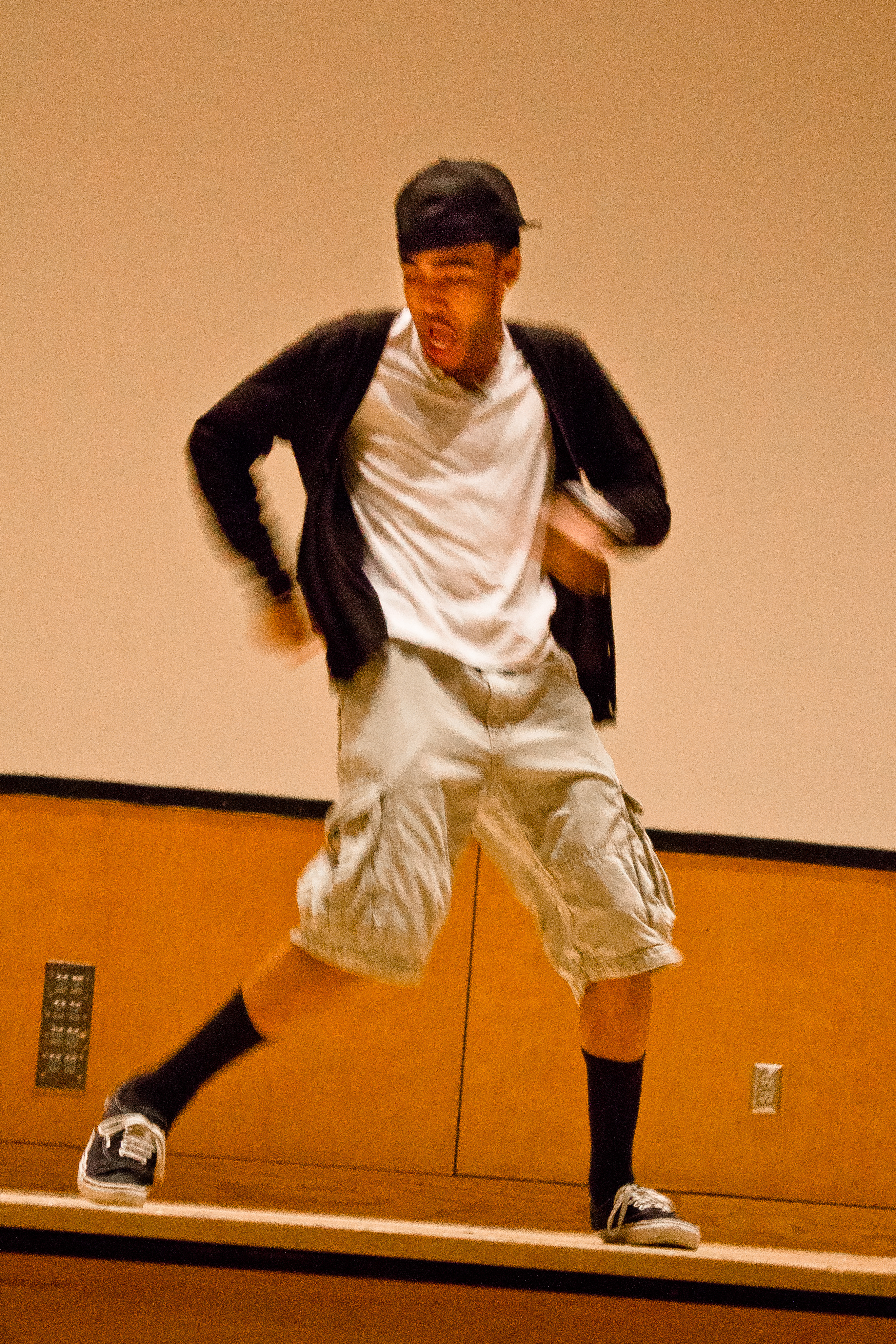
Uno studente esegue il Dougie durante un talent show.

Il Dougie è una danza hip hop generalmente eseguita vibrando e facendo scivolare la mano tra i capelli. Diversamente da altri tipi di danza, non c'è un modo definito per eseguire il Dougie e ognuno lo esegue con le proprie variazioni. il rapper Corey Fowler, soprannominato "Smoove" dei Cali Swag District ha dichiarato: "Ognuno lo fa in modo diverso... È il modo in cui lo fai che ti caratterizza."

## Storia
La danza ha avuto origine a Dallas, Texas, e il nome è ispirato allo stile degli anni 1980-1990 del rapper Doug E. Fresh che si faceva scorrere le mani sulla testa e abbassava e scuoteva le spalle.
Nel 2007 il rapper di Dallas Lil' Wil ha innescato il movimento con la sua hit My Dougie. Poi uno studente della Texas Southern University insegnò la danza ai futuri membri dei Cali Swag Districts. I Cali Swag Districts incisero la canzone Teach Me How to Dogie e registrarono il video in California durante l'estate 2009. Successivamente, il video e la danza divennero popolari grazie a YouTube. Montae Ray Talbert, noto come "M-Bone" dei Cali Swag District, fu ucciso quando un uomo armato non identificato si fermò accanto alla sua auto e gli sparò alla testa due volte. Secondo il portavoce dei Cali Swag District, Greg Miller, "Era il migliore ad eseguire la danza, e in tour era sempre quello in prima linea ... Ha contribuito a portare il Dougie alle masse."
Durante il funerale di Talbert, sua nonna Mary Alice Phillips, eseguì il Dougie sul pulpito e il resto dei presenti ballò al proprio posto in un video tributo.
Stando a quanto dichiarano i Cali Swag District, "Non stiamo cercando di creare una nuova danza. Il Dougie viene fuori in modo organico, non abbiamo la minima idea di come sia diventato così popolare".

## Curiosità
- Nel maggio 2011, la first lady Michelle Obama ha fatto una visita a sorpresa alla Alice Deal Middle School e si è cimentata in diversi tipi di danza, tra cui il Dougie su una canzone di Beyoncé.
- Bruno Mars cita il Dougie nel suo singolo The Lazy Song del 2011.